# 결정

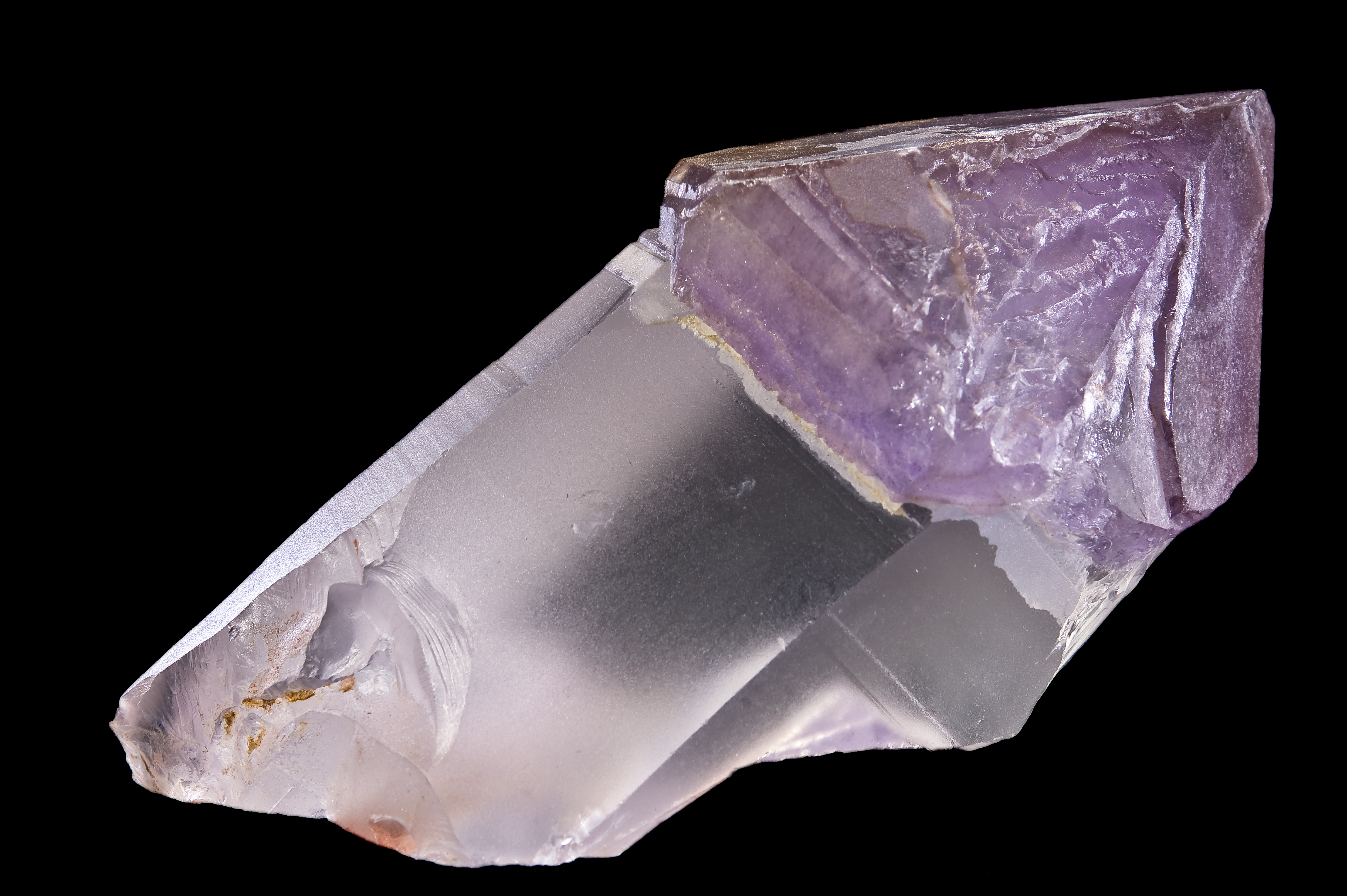
자수정 석영의 결정.

결정(結晶, 영어: crystal, crystalline solid)은 원자의 배열이 공간적으로 반복된 패턴을 가지는 물질이다. 액체를 냉각시키면 분자들의 운동이 느려지다가 마침내 어떤 온도 이하에서는 분자들이 일정한 배열을 이루게 되고 자유로이 돌아다닐 수 없게 된다. 이런 분자(또는 원자)들의 규칙적인 배열의 결과로 평면들로 둘러싸인 모양을 가지게 된 균일한 물질을 결정이라고 한다.
보다 엄밀하게 말해서 결정은 이산적인 공간 병진 대칭성을 가지는 이상적인 물질이다. 현실의 물질의 크기는 유한하기 때문에 이러한 이상적인 물질은 존재할 수 없지만 물질을 구성하는 반복요소 (결정구조)의 수가 충분히 크면 (아보가드로 수 정도가 되면) 결정이라고 볼 수 있다. 수학적인 고차원 결정의 공간에 투영으로 사용되는 기술로 준결정도 있다.
- 공유결합결정
- 이온결정
- 금속결정
- 분자성결정
- 수소결합결정

결정에 대하여 이것을 형성하는 결합은 한가지 종류만이라고 할 수 없기 때문에 복수의 결합이 혼재 (공유성과 이온성 양쪽 모두를 나타내는 경우가 자주있음)하는 경우가 있다. 예시로 2001년에 39 K의 초전도를 나타내서 유명하게 된 MgB2 (이붕화 마그네슘)가 있다. MgB2는 금속 (금속간 화합물)이면서 원자간 결합이 공유결합에 의한 부분 (B층과 B원자간)과 주로 이온결합에 의한 부분 (Mg층과 B층간)으로 된다. (전자상태는 금속이므로 금속 결합적인 부분도 있음) 결정성이 전혀없는 물질을 아모퍼스 (비정질)라고 하며, 결정의 반대말이 된다.

## 결정의 구조
결정이 규칙적인 모양을 하고 있는 것은 그것을 이루고 있는 입자(원자-분자-이온)가 규칙적으로 배열되어 있기 때문이다. 금속의 결정 중에서 금·은·구리·알루미늄 등은 입방 밀집 구조를 취하고, 마그네슘·아연 등은 육방 밀집 구조를 취하고 있다. 나트륨이나 칼륨은 정육면체의 8개의 모서리와 중심에 구체가 있는 체심 입방 구조를 취하고 있는데, 이것은 입방 밀집 구조에 비해서 틈이 좀더 벌어져 있다. 입방 밀집 구조를 비스듬히 옆으로 누이면 정육면체의 각면의 중심에 구체가 하나씩 들어간 면심 입방 구조가 된다.
구체가 일정한 규칙에 따라 입체적으로 배열된 것을 공간 구조라고 한다. 공간 구조의 종류는 14종인데, 등축 정계에는 단순 입방 구조, 면심 입방 구조, 체심 입방 구조의 3종류, 육방 정계에는 육방 밀집 구조가 있다. 이 밖에 정방 정계에는 체심 정방 구조 외에 1종, 사방 정계에는 면심 사방 구조 외에 3종, 단사 정계에는 2종, 삼사 정계·마름모 정계에 각각 1종의 구조가 존재한다.

## 같이 보기
- 결정계
- 액정
- 아모퍼스
- 유리
- 물성 물리학
- 결정학
- 결정 구조
- 정벽
- 완전결정 - 단결정
- 다결정
- 미결정
- 쌍정 - 쌍정면
- 혼정
- 복합결정
- 액정
- 준결정
- 근사결정
- 다이아몬드
  - 외계 다이아몬드(영어판) - 지구에서는 희귀하지만 우주에서는 의외로 흔한 물질이 다이아몬드이다